# Рексалл-плейс
 «Рексалл-плейс»  (англ. Rexall Place) — спортивний комплекс у Едмонтон, Альберта, відкритий у 1974 році. Місце проведення міжнародних змагань з кількох видів спорту. До 2016 року був домашнью ареною для команди НХЛ Едмонтон Ойлерз.
Спортивна споруда мала декілька імен:
- Нортландс-колісіум (англ. Northlands Coliseum), 1974–1995
- Едмонтон-колізеум (англ. Edmonton Coliseum), 1995–1998
- Скайріч-центр (англ. Skyreach Centre), 1998–2003
- Рексал-плейс (англ. Rexall Place), 2003 по нині.